# Kalimeris altaica
Kalimeris altaica là một loài thực vật có hoa trong họ Cúc. Loài này được (Willd.) Nees ex Fisch.Mey. & Avé-Lall. mô tả khoa học đầu tiên năm 1842.